# Carlo Bianconi
Carlo Bianconi (Bologna, 20 aprile 1732 – Milano, 15 agosto 1802) è stato un pittore, scultore, architetto, ornatista ed incisore italiano.

## Biografia
Pittore, scultore, ornatista, architetto e incisore, Bianconi fu anche uomo di lettere e colto collezionista d'arte. Nato a Bologna nel 1732, studiò nella città natale prima come allievo dello zio Giovanni Battista Bianconi, poi presso Ercole Graziani. Da autodidatta apprese la scultura, l'architettura e l'ornato, mentre studiò anatomia con il maestro Ercole Lelli. Era fratello di Giovanni Lodovico.

### L'accademia Clementina
Fu direttore di figura e ornato presso l'Accademia Clementina, di cui era stato eletto membro nel 1770.

### Le opere
Sin dalla giovinezza ricevette committenze per l'esecuzione di pale d'altare e di affreschi, eseguendo anche diverse incisioni, stemmi e blasoni. All'arte incisoria era stato avviato dai due amici Mauro Tesi e Francesco Algarotti, che con lui avevano posto le basi per un rinnovamento del gusto nell'arte, in direzione di un recupero degli eleganti stilemi e motivi classici, da contrapporre all'eccessivo caricamento di orpelli decorativi del barocchetto locale. A favorire l'adesione di Bianconi al neoclassicismo fu senz'altro anche l'incontro con Winckelmann, di passaggio a Bologna nel 1755.
Nel 1766 l'artista progettò e realizzò in collaborazione, tra gli altri, con D. Piò, il monumento funebre alla memoria di Mauro Tesi, collocato nella cappella Ghiselli di S. Petronio. Il monumento neoclassico presenta un'epigrafe incorniciata da due lesene laterali, in alto due putti tristemente assorti con un braccio poggiato su un basamento, mentre con l'altra mano sostengono il medaglione con l'effigie del sepolto; in basso un motivo di teschi alati.

### La collaborazione con Mauro Tesi
Con il Tesi Bianconi aveva collaborato alla realizzazione del mausoleo di Francesco Algarotti, iniziato diversi anni prima e completato da lui solo nel 1768, due anni dopo la morte dell'amico. Il monumento si rifà nella struttura al modello delle tombe quattrocentesche ad arcosolio.

### Le opere in chiese e palazzi bolognesi
Tra il 1766 e il 1772 il Nostro eseguì una serie di opere in chiese e palazzi bolognesi, tra cui un paliotto d'altare in San Domenico, la scalinata di Palazzo Biscia; incise medaglie conservate nella sagrestia di San Michele dei Leprosetti, dipinse il quadro con Tobiolo e l'Angelo nella chiesa di Santa Maria della Purificazione. Le due tele, una per la chiesa della scuole Pie del 1768, l'altra per la casa Odorici, del 1770, sono andate perdute. In quegli stessi anni fu attivo in Palazzo Hercolani, decorandovi una cappella.
Al Bianconi decoratore in stucco e architetto dobbiamo la realizzazione di diverse gallerie e sale di palazzi bolognesi, progettate interamente da lui.
Iniziò a lavorare in Palazzo De' Bianchi nel 1772, collaborando con Domenico Piò, Flaminio Minozzi, Ubaldo Gandolfi e Petronio Fancelli. Al piano nobile Bianconi progettò e decorò due gallerie, di cui una piuttosto piccola con il soffitto decorato con rilievi allegorici. Sia nel lato ovest del palazzo che in quello sud vi sono due stanze del Nostro in cui vi ravvisiamo l'intento di creare un ambiente in cui la pittura e i rilievi scultorei dialoghino tra di loro in perfetto accordo con l'architettura della sala, secondo il buon gusto neoclassico. Nell'ambiente ad ovest dell'edificio vi sono scene riguardanti il mito di Apollo, mentre la volta è a grottesche. Nel vano a sud del palazzo sulle pareti vi sono riquadri con le fatiche di Ercole, mentre il soffitto voltato a padiglione, scompartito in fasce, presenta trapezi con dentro le figure allegoriche della Giustizia, della Temperanza, della Forza e dell'Abbondanza.
In quegli stessi anni Bianconi progettò e realizzò una galleria nel Palazzo Malvezzi – Lupari, collaborando attivamente con i suoi allievi: Filippo Pedrini, Prospero Pesci e Vincenzo Martinelli. Le due porte d'ingresso per accedere al locale sono sormontate da una formella con scolpita una scena legata al mito di Ercole; anche le finestre sono incorniciate da decorazioni, affinché l'impianto decorativo non subisca interruzioni, ma trovi giustificato nella composizione anche l'elemento architettonico. Il soffitto voltato si divide in diversi comparti in cui figurano amorini in forme romboidali e cammei con figure allegoriche tutti intorno. Le lesene, che dividono in diverse scene l'apparato compositivo della decorazione, poggiano su un basamento ricco di elementi in stucco raffiguranti aquile, cornucopie, candelieri, virtù alate, festoni, fiori e frutta.
Non si occupò solo di gallerie Bianconi in questi anni, ma nel 1774 progettò la facciata di palazzo Zambeccari, realizzandone le decorazioni. Al suo fianco lavorarono gli scultori Luigi Acquisti, Sebastiano Cavina e Giovanni Lipparini. L'edificio esternamente presenta la classica sovrapposizione rinascimentale dei tre ordini architettonici e molte sono le citazioni della mitologia classica nei rilievi scultorei. Due mensole di stucco evidenziano le finestre del piano terra, contornate da cornici in arenaria e sormontate da bassorilievi in terracotta. Le finestre del piano nobile sono soverchiate da frontoni ora triangolari, ora curvilinei che si alternano e le mensole sono riccamente decorate in cotto. Anche il portone è ornato in alto da bassorilievi di terracotta, come si usava a Bologna nel Rinascimento. Bianconi realizzò anche i piccoli medaglioni che ornano le ante del portone, nonché i picchiotti in bronzo. Anche dopo il suo trasferimento a Milano, avvenuto dopo i quarantasei anni di età, continuò a dare suggerimenti ai collaboratori su come realizzare la scala del palazzo, della quale alcuni ipotizzano una paternità bianconiana del progetto.

### La nomina a segretario perpetuo all'Accademia di Brera
Il Bianconi ottenne nel 1776 la nomina di segretario perpetuo dell'Accademia di Brera, incarico da cui si dispensò un anno prima della morte; questa non fu la prima onorificenza che ricevette, dato che era stato già nominato accademico di San Luca, membro dell'Accademia del Disegno e di Pittura di Verona, Reale Accademico di Mantova e Augusto di Perugia.

### Il "Casino dell'Olmo"
Tra il 1780 e il 1786 progettò il Casino dell'Olmo a Calcara nel bolognese per il fratello Giuseppe, attribuita fino a pochi anni fa al Venturoli. La villa neoclassica palladiana, dall'elegante facciata con pronao peristilio, all'interno vede rispettati criteri di razionalità, nelle calibrate proporzioni dell'intera struttura.
Nel 1784 l'artista lavorò in Villa Hercolani a Belpoggio, progettata dallo Jamorini. Bianconi diede consigli all'architetto, contribuendo alla realizzazione di una facciata simmetrica, con uno scalone preceduto da una fontana, due torrioni laterali preesistenti e un belvedere con balaustra decorata con rilievi. Al piano nobile la galleria che si incrocia con la sala principale è opera del Nostro; anche qui, come negli altri lavori dell'artista notiamo la caratteristica decorazione continua che ingloba porte e finestre, la volta a botte scompartita in riquadri, le pareti divise da lesene con su delle candelabre, la base riccamente decorata e i rilievi mitologici sopra le finestre.
La produzione grafica di Bianconi è lacunosa e deve essere in parte ricostruita. Nel 1765 realizzò un cammeo a puro contorno per il frontespizio degli “Amori” di Ludovico Savioli, firmandosi “Leukoros”.

### La permanenza a Milano
Quando risiedeva ormai a Milano Bianconi pubblicò la “Nuova Guida di Milano per gli Amanti delle Belle Arti e delle Sacre, e Profane Antichità milanesi” , dopo che nel 1766 aveva curato una nuova edizione della Guida artistica malvasiana e ne aveva pubblicata una sua nel 1776, ristampata nel 1795.
Il Nostro proveniva da una famiglia piuttosto agiata, conosciuta in Europa grazie alla fama di Gian Lodovico, suo fratello, medico personale alla corte di Dresda, ed era noto, oltre che come artista, come erudito e collezionista raffinato. La sua collezione vantava di più di 20.000 pezzi tra disegni e incisioni, molti dei quali sono oggi dispersi in svariate collezioni private, mentre solo un'esigua parte confluì nella Biblioteca Trivulziana.

### La morte
Bianconi morì il 12 agosto 1802. Le sue spoglie si conservano nella Certosa di Bologna nel monumento funebre a lui dedicato, situato nel Chiostro III e realizzato da Vincenzo Armani e Gaetano Caponeri.